# Ņ
Ņ, ņ (N с седилью) — буква расширенной латиницы. Используется в латышском языке, где является 22-й буквой алфавита. Обозначает звук [ɲ], близкий к русскому мягкому «нь». Название буквы — «энь».
Буква (наряду с другими буквами с седилью) введена в латышский алфавит в 1908 году комиссией под руководством К. Мюленбаха, и в 1919 году эта версия алфавита была официально утверждена.